# Ronde van Italië 2010/Zestiende etappe
De zestiende etappe van de Ronde van Italië 2010 werd verreden op 25 mei 2010. Het was een klimtijdrit van 12,9 km van San Vigilio di Marebbe (Sankt Vigil in Enneberg) naar Plan de Corones (Kronplatz).

## Uitslagen
| Uitslag etappe | Uitslag etappe       | Uitslag etappe | Uitslag etappe |
| rang           | renner               | land           | tijd           |
| -------------- | -------------------- | -------------- | -------------- |
| 1              | Stefano Garzelli     | ITA            | 41'28"         |
| 2              | Cadel Evans          | AUS            | +42"           |
| 3              | John Gadret          | FRA            | +54"           |
| 4              | Vincenzo Nibali      | ITA            | +1'01"         |
| 5              | Michele Scarponi     | ITA            | +1'07"         |
| 6              | Ivan Basso           | ITA            | +1'10"         |
| 7              | Rigoberto Urán       | COL            | +1'36"         |
| 8              | Aleksandr Vinokoerov | KAZ            | +1'37"         |
| 9              | Dario Cataldo        | ITA            | +1'41"         |
| 10             | Jevgeni Petrov       | RUS            | +1'46"         |

| Algemeen klassement | Algemeen klassement  | Algemeen klassement | Algemeen klassement              | Algemeen klassement |
| rang                | renner               | land                | ploeg                            | tijd                |
| ------------------- | -------------------- | ------------------- | -------------------------------- | ------------------- |
|                     | David Arroyo         | ESP                 | Caisse d'Epargne                 | 68u32'26"           |
| 2                   | Ivan Basso           | ITA                 | Liquigas-Doimo                   | +2'27"              |
| 3                   | Richie Porte         | AUS                 | Team Saxo Bank                   | +2'36"              |
| 4                   | Cadel Evans          | AUS                 | BMC Racing Team                  | +3'09"              |
| 5                   | Carlos Sastre        | ESP                 | Cervélo                          | +4'36"              |
| 6                   | Vincenzo Nibali      | ITA                 | Liquigas-Doimo                   | +4'53"              |
| 7                   | Aleksandr Vinokoerov | KAZ                 | Astana                           | +5'12"              |
| 8                   | Michele Scarponi     | ITA                 | Diquigiovanni-Androni Giocattoli | +5'25"              |
| 9                   | Robert Kiserlovski   | CRO                 | Liquigas-Doimo                   | +8'56"              |
| 10                  | Damiano Cunego       | ITA                 | Lampre-Farnese Vini              | +9'13"              |

## Nevenklassementen
| Puntenklassement | Puntenklassement      | Puntenklassement | Puntenklassement | Puntenklassement |
| rang             | renner                | land             | ploeg            | punten           |
| ---------------- | --------------------- | ---------------- | ---------------- | ---------------- |
|                  | Cadel Evans           | AUS              | BMC Racing Team  | 106              |
| 2                | Aleksandr VinokoeǍrov | KAZ              | Astana           | 91               |
| 3                | Vincenzo Nibali       | ITA              | Liquigas-Doimo   | 78               |

| Bergklassement | Bergklassement | Bergklassement | Bergklassement     | Bergklassement |
| rang           | renner         | land           | ploeg              | punten         |
| -------------- | -------------- | -------------- | ------------------ | -------------- |
|                | Matthew Lloyd  | AUS            | Omega Pharma-Lotto | 29             |
| 2              | Ivan Basso     | ITA            | Liquigas-Doimo     | 25             |
| 3              | Cadel Evans    | AUS            | BMC Racing Team    | 25             |

| Jongerenklassement | Jongerenklassement | Jongerenklassement | Jongerenklassement | Jongerenklassement |
| rang               | renner             | land               | ploeg              | tijd               |
| ------------------ | ------------------ | ------------------ | ------------------ | ------------------ |
|                    | Richie Porte       | AUS                | Team Saxo Bank     | 68u35'02"          |
| 2                  | Robert Kiserlovski | CRO                | Liquigas-Doimo     | +6'21"             |
| 3                  | Dario Cataldo      | ITA                | Quick Step         | +11'43"            |

| Ploegenklassement | Ploegenklassement  | Ploegenklassement | Ploegenklassement | Ploegenklassement |
| rang              | ploeg              | land              | tijd              |                   |
| ----------------- | ------------------ | ----------------- | ----------------- | ----------------- |
|                   | Liquigas-Doimo     | ITA               | 204u28'33"        |                   |
| 2                 | Rabobank           | NED               | +16'47"           |                   |
| 3                 | Omega Pharma-Lotto | BEL               | +33'21"           |                   |

## Opgave
- Ermanno Capelli (Footon-Servetto)
- Leonardo Bertagnolli (Diquigiovanni-Androni Giocattoli)

1e etappe ·
2e etappe ·
3e etappe ·
4e etappe ·
5e etappe ·
6e etappe ·
7e etappe ·
8e etappe ·
9e etappe ·
10e etappe ·
11e etappe ·
12e etappe ·
13e etappe ·
14e etappe ·
15e etappe ·
16e etappe ·
17e etappe ·
18e etappe ·
19e etappe ·
20e etappe ·
21e etappe
Startlijst · Eindstanden · Afbeeldingen